# سنير
سنير (بالإنجليزية: Snir) هو كيبوتس في شمال إسرائيل. تقع في وادي حولا بالقرب من كريات شمونة على أراضي قرية خان الدوير العربية المُهجرة، يقع تحت ولاية الجليل الأعلى المجلس الإقليمي. في 2019 كان عدد 586.